# Projekt 266M
Projekt 266M, Deckname Aquamarin (russisch Аквамарин; NATO-Bezeichnung: Natya-Klasse), ist eine Klasse von hochseefähigen Minenräumschiffen der sowjetischen und später der russischen Marine. Die Fahrzeuge wurden in der Sowjetunion ab 1965 als Ersatz für Projekt 266 geplant und hauptsächlich im Kalten Krieg eingesetzt.

## Beschreibung
Projekt 266M war eine grundlegend überarbeitete Version von Projekt 266. Man vergrößerte den Rumpf um 50 %, baute neue Technik zur Suche nach Unterwasserkontakten ein, reduzierte die Geräuschemissionen des Antriebs durch das Einfassen eines kavitationsarmen Propellers in einem geräuschvermindernden Gehäuse, erhöhte die Reichweite und unterteilte im Inneren des Rumpfes den Maschinenraum mit wasserdichten Abteilungen, um die Überlebensfähigkeit zu verbessern.
Die Anordnung der Bewaffnung blieb im Vergleich zum Vorgängerklasse weitgehend gleich: Je ein 30-mm-L/63 AK-230 oder 30-mm-L/63 AK-306 Flugabwehrturm wurde vor, ein anderer hinter den Aufbau auf die Längsachse gesetzt. Neben dem Schornstein wurden an Steuerbord und Backbord je ein 25-mm-L/70 2M-3 Zwillingsgeschütz montiert. Diese Waffen standen nicht auf gleicher Höhe, sondern das Steuerbordgeschütz war etwas weiter hinten positioniert, sodass an Steuerbord noch Platz für ein Beiboot war. Auf dem Vorschiff, auf beiden Seiten der vorderen Flugabwehrkanone, waren zwei 250-mm-RBU-1200 Wasserbombenwerfer montiert.
Jedes Schiff wurde mit einem ausfahrbaren Sonardom unterhalb der Brücke konstruiert, der je ein MG-89 „Serna“ und ein MH-35E Sonar zur Suche nach Grundminen und Ankertauminen enthält.
Auf dem Achterschiff wurde eine flache Arbeitsplattform untergebracht, von der aus ein Räumgeschirr mit Scherdrachen ausgebracht werden kann.
Mit Kameras ausgerüstete Minenabwehrdrohnen vom Typ „Majewka-E“ gehören ebenfalls zur Ausstattung.

## Verbleib

### Projekt 266M
31 Schiffe des Projekts 266M wurden zwischen 1970 und 1978 für die Sowjetische Marine gebaut, davon 26 auf der Newski-Werft in Sankt Petersburg, die übrigen fünf in Chabarowsk. Die meisten dieser Schiffe erhielten Namen von Dienststellungen in der Marine, beispielsweise Turbinist, Torpedist, Artillerist, Signalschik, Maschinist, Motorist und andere. 23 Schiffe waren bis 2005 außer Dienst gestellt, zwei wurden an die Ukraine und eines an Vietnam abgegeben.
Am 29. Oktober 2022 fand ein koordinierter Angriff durch vermutlich 16 Schiffs- und Flugdrohnen auf im Hafen von Sewastopol liegende Schiffe der russischen Schwarzmeerflotte statt. Nach Angaben eines Sprechers des russischen Verteidigungsministeriums wurde nur die Iwan Golubez (Projekt 266M) leicht beschädigt.

### Projekt 266ME
Von der Exportversion Projekt 266ME wurden bis 1981 insgesamt 26 Schiffe gebaut, denen das Feuerleitradar auf dem Mast und die Kommunikationsausrüstung der sowjetischen Schiffe fehlten. Hinzu kamen bis 2001 noch zwei moderne Erprobungsträger, bei denen unter anderem ein Bugstrahlruder eingebaut wurde. Zwölf Schiffe wurden an Indien, acht an Libyen, drei an Vietnam und je eines an Südjemen, Syrien und Äthiopien geliefert.